# Otto Gradenwitz
Otto Gradenwitz (* 16. Mai 1860 in Breslau; † 7. Juli 1935 in Berlin) war ein deutscher Rechtshistoriker und Lexikograph.

## Leben
Sein Vater war Bankkaufmann. Otto Gradenwitz zeigte auf dem Maria-Magdalenen-Gymnasium in Breslau großes Interesse für Mathematik. Er wurde daher von seinem Lehrer wiederholt ermutigt, Mathematik zu studieren. Als er sich dann doch für die Jurisprudenz entschlossen hatte, begründete er seinem Lehrer gegenüber diese Entscheidung so: „Als Jurist kann jeder etwas werden, als Mathematiker muss man begabt sein.“
Gradenwitz studierte Jura an den Universitäten Breslau, Berlin, Heidelberg und in Leipzig. Er promovierte 1880 in Berlin. Es folgte der Militärdienst in Straßburg und 1885 die Habilitation in Berlin, zu der ihn Ernst Immanuel Bekker ermutigt hatte. Die Veröffentlichung seiner Habilitationsschrift mit dem Titel Interpolationen in den Pandekten 1887 legte den Grundstein für sein hohes wissenschaftliches Ansehen, das die Arbeiten Otto Lenels im Bereich der Rekonstruktion klassischer Rechtstexte ergänzte. Parallel dazu entwickelte er eine Methodik der Interpolationenkritik, die er anhand von Beispielen erläuterte. Er zog zudem das wohlwollende Interesse Theodor Mommsens auf sich. Begünstigt wurden seine Arbeiten durch eine Tendenz seiner Zeit, hergebrachten Überlieferungen mit Misstrauen zu begegnen und Aufklärung in letzter Konsequenz zu betreiben.
1890 wurde Gradenwitz außerplanmäßiger Professor in Berlin. Die ihm übertragene Leitung einer lexikalischen Aufgabe für das römische Recht war für ihn jedoch wenig befriedigend. Er sah dadurch seine Berufschancen gemindert und folgte daher 1895 einer Berufung nach Königsberg, wo er 1896 ordentlicher Professor wurde. Die Trennung von seiner eigentlichen Forschung in Berlin und die Beschränkung seiner Lehrtätigkeit auf das Zivilrecht ließen Gradenwitz allerdings die zehn Jahre in Königsberg als Verbannung empfinden. Die Ablehnung der von ihm angestrebten juristisch-philologischen Spezialprofessur erklärte er sich aus seiner jüdischen Abstammung (obwohl er sich hatte taufen lassen). Er fühlte sich in seiner Arbeit zurückgesetzt, weil er nicht Deutscher, sondern nur „Deutschländer“ sei, wie er es nannte; dennoch war er ein Bewunderer Bismarcks.
Der Ruf an die Universität Straßburg 1907 war für ihn „die Stunde der Erlösung“. Ein Jahr später wurde er an die Universität Heidelberg berufen. 1910 war Gradenwitz Gründungsmitglied der Heidelberger Akademie der Wissenschaften. Seit 1933 war er korrespondierendes Mitglied der Bayerischen Akademie der Wissenschaften.
Gradenwitz hat in vielen Wissenschaftsgebieten gearbeitet und wurde für seine Originalität gelobt. Seine Arbeiten zum bürgerlichen Recht (Ungültigkeit obligatorischer Rechtsgeschäfte; Anfechtung und Reurecht beim Irrtum; Wörterverzeichnis zum Bürgerlichen Gesetzbuch etc.) stehen neben seinem rechts- und zeithistorischen Schaffen. So erschien 1929 eine Arbeit, in der er die regula Benedicti nach den Grundsätzen der Pandekten-Kritik behandelte, und veröffentlichte zu Bismarcks Entlassung.
Besondere Verdienste erwarb sich Gradenwitz in der Papyrologie; den Anstoß zu juristischen Arbeiten an Papyrus-Urkunden hatte er von Mommsen erhalten. 1918 rief Gradenwitz in Heidelberg das rechtshistorische Papyrus-Institut ins Leben und gab 1925 den Index zum Codex Theodosianus, den sogenannten Gradenwitz-Index, heraus. Er erstellte auch den Heidelberger Konträrindex der griechischen Papyrus-Urkunden. Anregungen für seine Arbeit an den Laterculi vocum latinarum erhielt er von Hermann Diels. Auf seine Initiative und unter Einsatz seines Privatvermögens kam es zur Schaffung der grundlegenden und bis heute benutzten und weitergeführten Hilfsmittel des Fachs Papyrologie durch Friedrich Preisigke und zu dessen Berufung als Leiter des 1918 neugegründeten Instituts für Papyrologie an der Universität Heidelberg.
1928 ließ er sich emeritieren. Seine Arbeit als Papyrologe setzte er fort, reiste viel und hielt Kontakt mit den Kollegen im Ausland. Er lebte in Berlin und in Rom.
Die juristische Fakultät der Universität Königsberg und die philosophische Fakultät der Universität Berlin ernannten Gradenwitz 1930 zum Ehrendoktor.
Otto Gradenwitz starb 1935 im Alter von 75 Jahren in Berlin und wurde auf dem Waldfriedhof Dahlem beigesetzt. Das Grab ist nicht erhalten. Der Musikwissenschaftler und Komponist Peter Gradenwitz war sein Neffe.

## Veröffentlichungen (Auswahl)
- Einführung in die Papyruskunde. Erklärung ausgewählter Urkunden. Hirzel, Leipzig 1900 (Nachdruck: Keip, Frankfurt/M. 1970).
- (Hrsg.): Wortverzeichniß zum Bürgerlichen Gesetzbuche. Heymann, Berlin 1902.
- (Hrsg.): Laterculi vocum latinarum. Voces Latinas et a fronte et a tergo. Hirzel, Leipzig 1904 (Nachdruck: Olms, Hildesheim 1966).
- Theodor Mommsen. Böhlau, Weimar 1904.
- Zur Universitätsverfassung. Mohr, Tübingen 1908.
- Akten über Bismarcks großdeutsche Rundfahrt vom Jahre 1892. Winter, Heidelberg 1921 (Digitalisat).
- Bismarcks letzter Kampf 1888–1898. Skizzen nach Akten (= Preußische Jahrbücher. Band 15). Stilke, Berlin 1924.
- Heidelberger Index zum Theodosianus. Zwei Teile. Weidmann, Berlin 1925/1929 (Nachdruck: Weidmann, Zürich 1977).
- Otto Gradenwitz. In: Hans Planitz (Hrsg.): Die Rechtswissenschaft der Gegenwart in Selbstdarstellungen. Band 3, Meiner, Leipzig 1929, S. 41–88 (obere Paginierung S. 1–48).
- Bismarck am Schreibtisch. Der verhängnisvolle Immediatbericht. Vahlen, Berlin 1932.